# Lineage
Lineage (en coreà: 리니지) és un videojoc de gènere multijugador massiu i ambientació fantàstica per a ordinador. Va ser publicat el 1998 per la companyia sud-coreana NCsoft amb gran èxit de crítica. El nom anglès significa ‘nissaga’.
El títol prové d'una sèrie de còmics amb el mateix títol Lineage de Shin Il-sook. És una història de fantasia on un príncep legítim reclama el tron de mans d'un usurpador. Quan es va estrenar, el joc s'assemblava molt al còmic en què es va inspirar. Tanmateix a mesura que es va desenvolupar, els universos ficticis de les dues obres van divergir de mica en mica.
El 2004 es va publicar una seqüela, Lineage II: The Chaotic Chronicles i una versió per a telèfons mòbils.